# Onthophagus holzi
Onthophagus holzi är en skalbaggsart som beskrevs av Antoine Boucomont 1914. Onthophagus holzi ingår i släktet Onthophagus och familjen bladhorningar. Inga underarter finns listade i Catalogue of Life.